# Pierella latona
Pierella latona är en fjärilsart som beskrevs av Felder 1867. Pierella latona ingår i släktet Pierella och familjen praktfjärilar. Inga underarter finns listade i Catalogue of Life.